# Leif Enger
Leif Enger (Osakis, 1961) è uno scrittore statunitense.

## Biografia
Nato nel 1961 a Osakis, Minnesota, ha conseguito un B.A. nel 1983 alla Minnesota State University Moorhead.
Ha esordito nella narrativa negli anni '90 pubblicando una serie di giallo assieme al fratello Lin Enger firmandosi con lo pseudonimo di L. L. Enger.
Dopo aver lavorato per un ventennio alla Minnesota Public Radio come reporter e produttore, nel 2000 ha pubblicato il romanzo La pace come un fiume vendendo più di 100 000 copie negli Stati Uniti e ottenendo un Premio Alex nel 2002.

## Opere

### Romanzi
- La pace come un fiume (Peace Like a River, 2000), Roma, Fazi, 2002 traduzione di Laura Pugno ISBN 88-8112-357-6.
- Così giovane, bello e coraggioso (So Brave, Young and Handsome, 2008), Roma, Fazi, 2009 traduzione di Catherine McGilvray e Stefano Tummolini ISBN 978-88-6411-002-8.
- Virgil Wander (2018)

### Serie Gun Pedersen (firmata L. L. Enger)
- Comeback con Lin Enger (1990)
- Swing con Lin Enger (1991)
- Strike con Lin Enger (1992)
- Sacrifice con Lin Enger (1993)
- The Sinners' League con Lin Enger (1994)
- Hard Curves con Lin Enger (2020)

## Premi e riconoscimenti
Premio Alex
- 2002 vincitore con La pace come un fiume